# I liga argentyńska w piłce nożnej (1920)
W roku 1920 Argentyna miała dwóch mistrzów w rozgrywkach organizowanych przez dwie konkurencyjne federacje piłkarskie.
Mistrzem Argentyny w ramach rozgrywek organizowanych przez federację piłkarską Asociación Argentina de Football został klub Boca Juniors, natomiast tytuł wicemistrza Argentyny zdobył klub CA Banfield.
Mistrzem Argentyny w ramach rozgrywek organizowanych przez federację piłkarską Asociación Amateurs de Football został klub River Plate, natomiast tytuł wicemistrza Argentyny zdobył klub Racing Club de Avellaneda.

## Primera División – Asociación Argentina de Football
Mistrzem Argentyny w roku 1920 w ramach rozgrywek organizowanych przez federację piłkarską Asociación Argentina de Football został klub Boca Juniors, natomiast tytuł wicemistrza Argentyny zdobył klub CA Banfield.
W połowie rozgrywek wycofały się trzy kluby – Palermo Buenos Aires, Sportivo Almagro Buenos Aires i Club Atlético Lanús. W pozostałych do rozegrania meczach z udziałem tych drużyn przyznano walkower ich przeciwnikom. Jeszcze w tym samym sezonie kluby Sportivo Almagro Buenos Aires i Club Atlético Lanús z opóźnieniem przystąpiły do rozgrywek organizowanych przez konkurencyjną federację Asociación Amateurs de Football. Klub Palermo Buenos Aires do rozgrywek tej federacji przystąpił dopiero w 1922 roku. Po zakończeniu sezonu wicemistrz federacji Asociación Argentina de Football CA Banfield przeszedł do konkurencji i w następnym sezonie wystąpił już w nowej lidze. Łącznie z ligi odeszły 4 kluby, a na ich miejsce awansował tylko jeden – Club El Porvenir. Liga zmniejszyła się z 13 do 10 klubów.

### Kolejka 1
| Data          | Mecz |
| ------------- | --- |
| 21 marca 1920 | CA Banfield – Nueva Chicago Buenos Aires 3:0                                                                        |
| 21 marca 1920 | Boca Juniors – Porteño Buenos Aires 3:1 Pedro Bleo Fournol “Calomino” k, Alfredo N. Martín, Alfredo Elli – Polimeni |
| 21 marca 1920 | Del Plata Buenos Aires – Sportivo Barracas Buenos Aires 0:0                                                         |
| 21 marca 1920 | CA Huracán – Estudiantes La Plata 3:1                                                                               |
| 21 marca 1920 | Sportivo Almagro Buenos Aires – Palermo Buenos Aires 3:0                                                            |
| 21 marca 1920 | CS Palermo – Club Atlético Lanús 2:6                                                                                |

### Kolejka 2
| Data          | Mecz                                                                        |
| ------------- | --------------------------------------------------------------------------- |
| 28 marca 1920 | Nueva Chicago Buenos Aires – Club Atlético Lanús 0:4                        |
| 28 marca 1920 | Palermo Buenos Aires – Boca Juniors 0:2 Alfredo Garasini, Alfredo N. Martín |
| 28 marca 1920 | Sportivo Barracas Buenos Aires – CA Huracán 1:3                             |
| 28 marca 1920 | Sportivo del Norte Buenos Aires – Del Plata Buenos Aires 1:5                |
| 13 maja 1920  | CA Banfield – CS Palermo 6:1                                                |
| 13 maja 1920  | Estudiantes La Plata – Sportivo Almagro Buenos Aires 2:1                    |

### Kolejka 3
| Data            | Mecz |
| --------------- | --- |
| 1 kwietnia 1920 | Boca Juniors – Sportivo del Norte Buenos Aires 6:0 Alfredo Garasini (2), Pedro Miranda, Alfredo N. Martín, Pedro Bleo Fournol “Calomino” (2 ,1k) |
| 1 kwietnia 1920 | Del Plata Buenos Aires – CA Banfield 0:0 |
| 1 kwietnia 1920 | Estudiantes La Plata – Palermo Buenos Aires 4:1                                                                                                  |
| 1 kwietnia 1920 | Club Atlético Lanús – Sportivo Almagro Buenos Aires 0:0                                                                                          |
| 1 kwietnia 1920 | Nueva Chicago Buenos Aires – Porteño Buenos Aires walkower dla Porteño Buenos Aires                                                              |
| 1 kwietnia 1920 | CS Palermo – CA Huracán 4:2 |

### Kolejka 4
| Data            | Mecz                                                                                                  |
| --------------- | --- |
| 4 kwietnia 1920 | CA Banfield – CA Huracán 1:1                                                                          |
| 4 kwietnia 1920 | Del Plata Buenos Aires – Nueva Chicago Buenos Aires 1:2                                               |
| 4 kwietnia 1920 | Porteño Buenos Aires – Club Atlético Lanús 2:2                                                        |
| 4 kwietnia 1920 | Sportivo Almagro Buenos Aires – Boca Juniors 2:2 Recanattini k, Zavaleta – Dante Santiago Pertini (2) |
| 4 kwietnia 1920 | Sportivo Barracas Buenos Aires – Palermo Buenos Aires 0:2                                             |
| 4 kwietnia 1920 | Sportivo del Norte Buenos Aires – CS Palermo 2:2                                                      |

### Kolejka 5
| Data             | Mecz                                                                     |
| ---------------- | ------------------------------------------------------------------------ |
| 11 kwietnia 1920 | CA Banfield – Porteño Buenos Aires 3:1                                   |
| 11 kwietnia 1920 | Boca Juniors – CS Palermo 2:0 Pedro Bleo Fournol “Calomino”, Mario Busso |
| 11 kwietnia 1920 | Del Plata Buenos Aires – Palermo Buenos Aires 0:0                        |
| 11 kwietnia 1920 | Estudiantes La Plata – Sportivo Barracas Buenos Aires 1:2                |
| 11 kwietnia 1920 | CA Huracán – Nueva Chicago Buenos Aires 4:0                              |
| 11 kwietnia 1920 | Club Atlético Lanús – Sportivo del Norte Buenos Aires 5:2                |

### Kolejka 6
| Data             | Mecz                                                                                          |
| ---------------- | --------------------------------------------------------------------------------------------- |
| 25 kwietnia 1920 | Estudiantes La Plata – Del Plata Buenos Aires 6:3                                             |
| 25 kwietnia 1920 | Nueva Chicago Buenos Aires – Boca Juniors 0:2 Pedro Bleo Fournol “Calomino”, Alfredo Garasini |
| 25 kwietnia 1920 | Porteño Buenos Aires – CA Huracán 3:2                                                         |
| 25 kwietnia 1920 | Sportivo Almagro Buenos Aires – CA Banfield 1:2                                               |
| 25 kwietnia 1920 | Sportivo del Norte Buenos Aires – Palermo Buenos Aires 1:0                                    |
| 25 kwietnia 1920 | Club Atlético Lanús – Sportivo Barracas Buenos Aires 1:0                                      |

### Kolejka 7
| Data        | Mecz                                                            |
| ----------- | --------------------------------------------------------------- |
| 2 maja 1920 | CA Banfield – Club Atlético Lanús 1:1                           |
| 2 maja 1920 | Estudiantes La Plata – Sportivo del Norte Buenos Aires 1:2      |
| 2 maja 1920 | CA Huracán – Palermo Buenos Aires 0:1                           |
| 2 maja 1920 | Nueva Chicago Buenos Aires – Sportivo Barracas Buenos Aires 3:3 |
| 2 maja 1920 | Sportivo Almagro Buenos Aires – Porteño Buenos Aires 0:2        |
| 2 maja 1920 | CS Palermo – Del Plata Buenos Aires 0:2                         |

### Kolejka 8
| Data         | Mecz                                                                |
| ------------ | ------------------------------------------------------------------- |
| 16 maja 1920 | Club Atlético Lanús – Del Plata Buenos Aires 0:0                    |
| 16 maja 1920 | Nueva Chicago Buenos Aires – Estudiantes La Plata 1:0               |
| 16 maja 1920 | Porteño Buenos Aires – Palermo Buenos Aires 5:0                     |
| 16 maja 1920 | Sportivo Almagro Buenos Aires – Sportivo del Norte Buenos Aires 2:1 |
| 16 maja 1920 | Sportivo Barracas Buenos Aires – CS Palermo 1:2                     |
| 4 lipca 1920 | Boca Juniors – CA Banfield 2:0 Alfredo Taggino, Felipe Galíndez     |

### Kolejka 9
| Data         | Mecz                                                           |
| ------------ | -------------------------------------------------------------- |
| 23 maja 1920 | Del Plata Buenos Aires – Porteño Buenos Aires 0:3              |
| 23 maja 1920 | Estudiantes La Plata – CS Palermo 1:2                          |
| 23 maja 1920 | Palermo Buenos Aires – CA Banfield 1:4                         |
| 23 maja 1920 | Sportivo Almagro Buenos Aires – Nueva Chicago Buenos Aires 1:0 |
| 23 maja 1920 | Sportivo del Norte Buenos Aires – CA Huracán 1:1               |

### Kolejka 10
| Data         | Mecz                                                               |
| ------------ | ------------------------------------------------------------------ |
| 30 maja 1920 | CA Banfield – Sportivo del Norte Buenos Aires 2:1                  |
| 30 maja 1920 | Boca Juniors – Del Plata Buenos Aires 0:1 Ragone                   |
| 30 maja 1920 | CA Huracán – Club Atlético Lanús 2:2                               |
| 30 maja 1920 | Palermo Buenos Aires – CS Palermo 2:1                              |
| 30 maja 1920 | Porteño Buenos Aires – Estudiantes La Plata 3:2                    |
| 30 maja 1920 | Sportivo Almagro Buenos Aires – Sportivo Barracas Buenos Aires 0:0 |

### Kolejka 11
| Data            | Mecz                                                             |
| --------------- | ---------------------------------------------------------------- |
| 6 czerwca 1920  | Nueva Chicago Buenos Aires – Sportivo del Norte Buenos Aires 0:0 |
| 6 czerwca 1920  | Sportivo Barracas Buenos Aires – Boca Juniors 0:0                |
| 6 czerwca 1920  | CS Palermo – Porteño Buenos Aires 0:2                            |
| 20 czerwca 1920 | Estudiantes La Plata – CA Banfield 5:1                           |
| 27 czerwca 1920 | Club Atlético Lanús – Palermo Buenos Aires 5:1                   |

### Kolejka 12
| Data            | Mecz                                                                       |
| --------------- | -------------------------------------------------------------------------- |
| 13 czerwca 1920 | CA Banfield – Sportivo Barracas Buenos Aires 2:0                           |
| 13 czerwca 1920 | Boca Juniors – Estudiantes La Plata 3:0 Pablo Bozzo (2), Enrique Brichetto |
| 13 czerwca 1920 | Del Plata Buenos Aires – CA Huracán 0:1                                    |
| 13 czerwca 1920 | Nueva Chicago Buenos Aires – Palermo Buenos Aires 2:1                      |
| 13 czerwca 1920 | Porteño Buenos Aires – Sportivo del Norte Buenos Aires 1:0                 |
| 13 czerwca 1920 | CS Palermo – Sportivo Almagro Buenos Aires 0:6                             |

### Kolejka 13
| Data            | Mecz                                                      |
| --------------- | --------------------------------------------------------- |
| 20 czerwca 1920 | Sportivo Barracas Buenos Aires – Porteño Buenos Aires 1:1 |
| 27 czerwca 1920 | CA Huracán – Boca Juniors 0:0                             |
| 27 czerwca 1920 | CS Palermo – Nueva Chicago Buenos Aires 2:1               |
| 4 lipca 1920    | Estudiantes La Plata – Club Atlético Lanús 2:0            |

### Mecze chronologicznie od 14 do 24 kolejki
| Data                 | Mecz |
| -------------------- | --- |
| 20 czerwca 1920      | Nueva Chicago Buenos Aires – CA Huracán 2:0                                                                                                 |
| 20 czerwca 1920      | Del Plata Buenos Aires – CS Palermo 2:1 |
| 27 czerwca 1920      | Sportivo Barracas Buenos Aires – Sportivo del Norte Buenos Aires 5:0                                                                        |
| 4 lipca 1920         | Sportivo Barracas Buenos Aires – Del Plata Buenos Aires 4:1                                                                                 |
| 4 lipca 1920         | Porteño Buenos Aires – Nueva Chicago Buenos Aires 2:1                                                                                       |
| 1 sierpnia 1920      | Del Plata Buenos Aires – Sportivo del Norte Buenos Aires 0:2                                                                                |
| 1 sierpnia 1920      | CA Huracán – CA Banfield 1:1 |
| 1 sierpnia 1920      | Palermo Buenos Aires – Sportivo Barracas Buenos Aires 5:1                                                                                   |
| 1 sierpnia 1920      | Porteño Buenos Aires – CS Palermo 2:2 |
| 17 października 1920 | CA Huracán – Sportivo Barracas Buenos Aires 3:1                                                                                             |
| 17 października 1920 | Nueva Chicago Buenos Aires – Del Plata Buenos Aires 2:2                                                                                     |
| 17 października 1920 | Porteño Buenos Aires – Boca Juniors 1:4 Polimeni k – Felipe Galíndez, Pablo Bozzo (3)                                                       |
| 17 października 1920 | CS Palermo – Estudiantes La Plata 3:0 |
| 24 października 1920 | CA Banfield – Del Plata Buenos Aires 0:0 |
| 24 października 1920 | Estudiantes La Plata – CA Huracán 2:1 |
| 24 października 1920 | Sportivo Barracas Buenos Aires – Nueva Chicago Buenos Aires 1:0                                                                             |
| 24 października 1920 | Sportivo del Norte Buenos Aires – Porteño Buenos Aires 3:0                                                                                  |
| 24 października 1920 | CS Palermo – Boca Juniors 1:4 Tazín – José Alfredo López (2, 2k), Felipe Galíndez (2)                                                       |
| 31 października 1920 | Boca Juniors – CA Huracán 3:0 José Alfredo López k, Alfredo N. Martín (2)                                                                   |
| 31 października 1920 | Sportivo Barracas Buenos Aires – Estudiantes La Plata 4:2                                                                                   |
| 31 października 1920 | Sportivo del Norte Buenos Aires – Nueva Chicago Buenos Aires 1:2                                                                            |
| 21 listopada 1920    | Estudiantes La Plata – Boca Juniors 1:2 Calandra – Marcelino Martínez, Felipe Galíndez                                                      |
| 28 listopada 1920    | CS Palermo – CA Banfield 1:5 |
| 5 grudnia 1920       | Del Plata Buenos Aires – Boca Juniors 0:2 Felipe Galíndez (2)                                                                               |
| 5 grudnia 1920       | CA Huracán – CS Palermo 5:1 |
| 12 grudnia 1920      | Del Plata Buenos Aires – Estudiantes La Plata 2:0                                                                                           |
| 12 grudnia 1920      | Sportivo Barracas Buenos Aires – CA Banfield 2:0                                                                                            |
| 12 grudnia 1920      | Sportivo del Norte Buenos Aires – Boca Juniors 0:4 Pablo Bozzo (2), Felipe Galíndez, Pedro Bleo Fournol “Calomino”                          |
| 19 grudnia 1920      | Boca Juniors – Nueva Chicago Buenos Aires 7:0 Marcelino Martínez, Pablo Bozzo (3), Felipe Galíndez, José Alfredo López k, Alfredo N. Martín |
| 19 grudnia 1920      | CA Huracán – Del Plata Buenos Aires 3:2 |
| 26 grudnia 1920      | CA Huracán – Sportivo del Norte Buenos Aires 6:0                                                                                            |
| 26 grudnia 1920      | Porteño Buenos Aires – Del Plata Buenos Aires 0:1                                                                                           |
| 2 stycznia 1921      | CA Banfield – Estudiantes La Plata walkower dla Banfield                                                                                    |
| 2 stycznia 1921      | Boca Juniors – Sportivo Barracas Buenos Aires 2:0 Pedro Bleo Fournol “Calomino”, Felipe Galíndez                                            |
| 2 stycznia 1921      | CA Huracán – Porteño Buenos Aires walkower dla Huracán                                                                                      |
| 9 stycznia 1921      | CA Banfield – Boca Juniors 0:2 Pablo Bozzo (2)                                                                                              |
| 9 stycznia 1921      | Porteño Buenos Aires – Sportivo Barracas Buenos Aires walkower dla Sportivo Barracas                                                        |
| ??                   | Estudiantes La Plata – Nueva Chicago Buenos Aires 2:1                                                                                       |
| ??                   | Estudiantes La Plata – Porteño Buenos Aires 2:2                                                                                             |
| ??                   | Sportivo del Norte Buenos Aires – CA Banfield 1:4                                                                                           |
| ??                   | CS Palermo – Sportivo del Norte Buenos Aires 1:1                                                                                            |
| ??                   | Nueva Chicago Buenos Aires – CA Banfield walkower dla Nueva Chicago                                                                         |
| ??                   | Nueva Chicago Buenos Aires – CS Palermo walkower dla Nueva Chicago                                                                          |
| ??                   | Porteño Buenos Aires – CA Banfield walkower dla Porteño Buenos Aires                                                                        |
| ??                   | Sportivo del Norte Buenos Aires – Estudiantes La Plata walkower dla Sportivo del Norte                                                      |
| ??                   | Sportivo del Norte Buenos Aires – Sportivo Barracas walkower dla Sportivo del Norte                                                         |
| ??                   | CS Palermo – Sportivo Barracas Buenos Aires walkower dla Sportivo Barracas                                                                  |

### Końcowa tabela sezonu 1920 ligi Asociación Argentina de Football
| Poz | Klub                            | Mecze | Zw | Rem | Por | Pkt | BrZd | BrStr |
| --- | ------------------------------- | ----- | -- | --- | --- | --- | ---- | ----- |
| 1   | Boca Juniors                    | 24    | 20 | 3   | 1   | 43  | 52   | 7     |
| 2   | CA Banfield                     | 24    | 13 | 5   | 6   | 31  | 35   | 21    |
| 3   | CA Huracán                      | 24    | 13 | 5   | 6   | 31  | 38   | 26    |
| 4   | Porteño Buenos Aires            | 24    | 13 | 4   | 7   | 30  | 31   | 26    |
| 5   | Del Plata Buenos Aires          | 24    | 10 | 6   | 8   | 26  | 22   | 27    |
| 6   | Sportivo Barracas Buenos Aires  | 24    | 10 | 5   | 9   | 25  | 26   | 28    |
| 7   | Nueva Chicago Buenos Aires      | 24    | 10 | 3   | 11  | 23  | 17   | 36    |
| 8   | Sportivo del Norte Buenos Aires | 24    | 9  | 4   | 11  | 22  | 19   | 47    |
| 9   | Estudiantes La Plata            | 24    | 10 | 1   | 13  | 21  | 34   | 37    |
| 10  | CS Palermo                      | 24    | 8  | 3   | 13  | 19  | 26   | 52    |
| 11  | Club Atlético Lanús             | 24    | 5  | 5   | 14  | 15  | 26   | 12    |
| 12  | Sportivo Almagro Buenos Aires   | 24    | 4  | 3   | 17  | 11  | 16   | 9     |
| 13  | Palermo Buenos Aires            | 24    | 4  | 1   | 19  | 9   | 14   | 28    |

## Primera División – Asociación Amateurs de Football
Mistrzem Argentyny w roku 1920 w ramach rozgrywek organizowanych przez federację piłkarską Asociación Amateurs de Football został klub River Plate, natomiast tytuł wicemistrza Argentyny zdobył klub Racing Club de Avellaneda.
W połowie rozgrywek dołączyły dwa kluby – Sportivo Almagro Buenos Aires i Club Atlético Lanús zwiększając ligę z 17 do 19 klubów. Po zakończeniu sezonu do ligi dołączył trzeci klub grający uprzednio w federacji Asociación Argentina de Football CA Banfield, przez co w następnym sezonie liga miała liczyć 20 klubów.

### Kolejka 1
| Data             | Mecz                                                                         |
| ---------------- | ---------------------------------------------------------------------------- |
| 28 marca 1920    | Atlanta Buenos Aires – San Lorenzo de Almagro 0:0                            |
| 28 marca 1920    | Barracas Central Buenos Aires – CA Tigre 3:1                                 |
| 28 marca 1920    | Estudiantil Porteño Buenos Aires – Ferro Carril Oeste 1:2                    |
| 28 marca 1920    | River Plate – Gimnasia y Esgrima La Plata 3:1 Chavín, Arroyuelo, Rofrano – ? |
| 11 lipca 1920    | Quilmes Athletic Buenos Aires – Defensores de Belgrano Buenos Aires 1:0      |
| 18 lipca 1920    | CA Estudiantes – Sportivo Buenos Aires 2:0                                   |
| 1 sierpnia 1920  | Racing Club de Avellaneda – Independiente 1:0 Zabaleta                       |
| 12 września 1920 | San Isidro Buenos Aires – CA Vélez Sarsfield 1:0                             |

### Kolejka 2
| Data            | Mecz                                                                              |
| --------------- | --------------------------------------------------------------------------------- |
| 1 kwietnia 1920 | Defensores de Belgrano Buenos Aires – Barracas Central Buenos Aires 1:0           |
| 1 kwietnia 1920 | Ferro Carril Oeste – Racing Club de Avellaneda 1:2 ? – Barreto, Ochoa             |
| 1 kwietnia 1920 | Gimnasia y Esgrima La Plata – CA Platense 3:0                                     |
| 1 kwietnia 1920 | Independiente – Quilmes Athletic Buenos Aires 3:1 Peruilh, Hucar, Garré – Venzi   |
| 1 kwietnia 1920 | San Lorenzo de Almagro – River Plate 2:3 ?, ? – Santambrogio, Rofrano, Castilla s |
| 1 kwietnia 1920 | Sportivo Buenos Aires – Atlanta Buenos Aires 0:9                                  |
| 1 kwietnia 1920 | CA Tigre – San Isidro Buenos Aires 1:0                                            |
| 1 kwietnia 1920 | CA Vélez Sarsfield – CA Estudiantes 5:0                                           |

### Kolejka 3
| Data            | Mecz                                                                       |
| --------------- | -------------------------------------------------------------------------- |
| 4 kwietnia 1920 | Atlanta Buenos Aires – Defensores de Belgrano Buenos Aires 1:0             |
| 4 kwietnia 1920 | CA Estudiantes – Independiente 0:10                                        |
| 4 kwietnia 1920 | Estudiantil Porteño Buenos Aires – Sportivo Buenos Aires 0:2               |
| 4 kwietnia 1920 | CA Platense – CA Vélez Sarsfield 2:0                                       |
| 4 kwietnia 1920 | Quilmes Athletic Buenos Aires – Gimnasia y Esgrima La Plata 1:2            |
| 4 kwietnia 1920 | Racing Club de Avellaneda – San Lorenzo de Almagro 1:2 N. Perinetti – ?, ? |
| 4 kwietnia 1920 | River Plate – CA Tigre 4:1 Chavín, Rofrano, Arroyuelo, Santambrogio – ?    |
| 4 kwietnia 1920 | San Isidro Buenos Aires – Ferro Carril Oeste 2:2                           |

### Kolejka 4
| Data             | Mecz                                                                              |
| ---------------- | --------------------------------------------------------------------------------- |
| 11 kwietnia 1920 | Defensores de Belgrano Buenos Aires – CA Platense 1:3                             |
| 11 kwietnia 1920 | Ferro Carril Oeste – Atlanta Buenos Aires 0:2                                     |
| 11 kwietnia 1920 | Gimnasia y Esgrima La Plata – San Isidro Buenos Aires 3:2                         |
| 11 kwietnia 1920 | Independiente – River Plate 1:1 ? – Isusi s                                       |
| 11 kwietnia 1920 | San Lorenzo de Almagro – Barracas Central Buenos Aires 1:0                        |
| 11 kwietnia 1920 | Sportivo Buenos Aires – Quilmes Athletic Buenos Aires 0:1                         |
| 11 kwietnia 1920 | CA Tigre – Estudiantil Porteño Buenos Aires 1:2                                   |
| 11 kwietnia 1920 | CA Vélez Sarsfield – Racing Club de Avellaneda 1:2 ? – Marcovecchio, N. Perinetti |

### Kolejka 5
| Data             | Mecz                                                                                 |
| ---------------- | ------------------------------------------------------------------------------------ |
| 18 kwietnia 1920 | Atlanta Buenos Aires – Gimnasia y Esgrima La Plata 1:1                               |
| 18 kwietnia 1920 | Barracas Central Buenos Aires – CA Vélez Sarsfield 0:2                               |
| 18 kwietnia 1920 | CA Estudiantes – San Lorenzo de Almagro 1:4                                          |
| 18 kwietnia 1920 | Estudiantil Porteño Buenos Aires – Independiente 1:1                                 |
| 18 kwietnia 1920 | CA Platense – Ferro Carril Oeste 1:0                                                 |
| 18 kwietnia 1920 | Quilmes Athletic Buenos Aires – CA Tigre 4:0                                         |
| 18 kwietnia 1920 | Racing Club de Avellaneda – Defensores de Belgrano Buenos Aires 3:1 Hospital (3) – ? |
| 18 kwietnia 1920 | San Isidro Buenos Aires – Sportivo Buenos Aires 1:2                                  |

### Kolejka 6
| Data             | Mecz                                                               |
| ---------------- | ------------------------------------------------------------------ |
| 25 kwietnia 1920 | Defensores de Belgrano Buenos Aires – San Isidro Buenos Aires 1:1  |
| 25 kwietnia 1920 | Ferro Carril Oeste – Quilmes Athletic Buenos Aires 2:1             |
| 25 kwietnia 1920 | Gimnasia y Esgrima La Plata – Estudiantil Porteño Buenos Aires 4:1 |
| 25 kwietnia 1920 | Independiente – Barracas Central Buenos Aires 2:0 Soro, De la Riva |
| 25 kwietnia 1920 | River Plate – Sportivo Buenos Aires 2:2 Rofrano, Arroyuelo k       |
| 25 kwietnia 1920 | San Lorenzo de Almagro – CA Platense 1:2                           |
| 25 kwietnia 1920 | CA Tigre – CA Estudiantes 1:1                                      |
| 25 kwietnia 1920 | CA Vélez Sarsfield – Atlanta Buenos Aires 2:1                      |

### Kolejka 7
| Data        | Mecz                                                                              |
| ----------- | --------------------------------------------------------------------------------- |
| 2 maja 1920 | Atlanta Buenos Aires – CA Tigre 3:2                                               |
| 2 maja 1920 | Barracas Central Buenos Aires – Ferro Carril Oeste 1:3                            |
| 2 maja 1920 | CA Estudiantes – Defensores de Belgrano Buenos Aires 0:1                          |
| 2 maja 1920 | Estudiantil Porteño Buenos Aires – San Lorenzo de Almagro 0:1                     |
| 2 maja 1920 | CA Platense – Sportivo Buenos Aires 1:0                                           |
| 2 maja 1920 | Racing Club de Avellaneda – Gimnasia y Esgrima La Plata 3:0 Hospital, Ochoa, Sala |
| 2 maja 1920 | River Plate – CA Vélez Sarsfield 1:1 Laiolo – ?                                   |
| 2 maja 1920 | San Isidro Buenos Aires – Independiente 3:0                                       |

### Kolejka 8
| Data        | Mecz                                                                       |
| ----------- | -------------------------------------------------------------------------- |
| 9 maja 1920 | Defensores de Belgrano Buenos Aires – Estudiantil Porteño Buenos Aires 0:0 |
| 9 maja 1920 | Ferro Carril Oeste – River Plate 0:1 Laiolo                                |
| 9 maja 1920 | Gimnasia y Esgrima La Plata – CA Estudiantes 6:0                           |
| 9 maja 1920 | Independiente – CA Platense 3:2                                            |
| 9 maja 1920 | San Lorenzo de Almagro – San Isidro Buenos Aires 4:2                       |
| 9 maja 1920 | Sportivo Buenos Aires – Barracas Central Buenos Aires 2:2                  |
| 9 maja 1920 | CA Tigre – Racing Club de Avellaneda 2:0                                   |
| 9 maja 1920 | CA Vélez Sarsfield – Quilmes Athletic Buenos Aires 1:0                     |

### Kolejka 9
| Data         | Mecz                                                                  |
| ------------ | --------------------------------------------------------------------- |
| 13 maja 1920 | Atlanta Buenos Aires – Quilmes Athletic Buenos Aires 4:1              |
| 13 maja 1920 | CA Estudiantes – Racing Club de Avellaneda 0:1 Hospital               |
| 13 maja 1920 | Ferro Carril Oeste – Sportivo Buenos Aires 1:2                        |
| 13 maja 1920 | Gimnasia y Esgrima La Plata – Defensores de Belgrano Buenos Aires 1:0 |
| 13 maja 1920 | Independiente – San Lorenzo de Almagro 0:2                            |
| 13 maja 1920 | River Plate – Barracas Central Buenos Aires 3:0 Laiolo (2), Arroyuelo |
| 13 maja 1920 | San Isidro Buenos Aires – Estudiantil Porteño Buenos Aires 1:1        |
| 13 maja 1920 | CA Tigre – CA Platense 0:0                                            |

### Kolejka 10
| Data         | Mecz                                                                                      |
| ------------ | ----------------------------------------------------------------------------------------- |
| 16 maja 1920 | Barracas Central Buenos Aires – Estudiantil Porteño Buenos Aires 1:1                      |
| 16 maja 1920 | Defensores de Belgrano Buenos Aires – CA Tigre 2:0                                        |
| 16 maja 1920 | CA Estudiantes – Atlanta Buenos Aires 3:5                                                 |
| 16 maja 1920 | Ferro Carril Oeste – Independiente 2:2                                                    |
| 16 maja 1920 | Gimnasia y Esgrima La Plata – CA Vélez Sarsfield 0:0                                      |
| 16 maja 1920 | CA Platense – River Plate 1:5 ? – Rofrano (2), Laiolo (2), Chavín                         |
| 16 maja 1920 | Quilmes Athletic Buenos Aires – Racing Club de Avellaneda 1:6 ? – Sala, Olazar, Ohaco (4) |
| 16 maja 1920 | Sportivo Buenos Aires – San Lorenzo de Almagro 1:1                                        |

### Kolejka 11
| Data           | Mecz                                                                              |
| -------------- | --------------------------------------------------------------------------------- |
| 3 czerwca 1920 | Atlanta Buenos Aires – CA Platense 1:0                                            |
| 3 czerwca 1920 | Defensores de Belgrano Buenos Aires – Ferro Carril Oeste 1:0                      |
| 3 czerwca 1920 | Quilmes Athletic Buenos Aires – Barracas Central Buenos Aires 3:2                 |
| 3 czerwca 1920 | Racing Club de Avellaneda – Estudiantil Porteño Buenos Aires 2:0 Marcovecchio (2) |
| 3 czerwca 1920 | River Plate – San Isidro Buenos Aires 0:3                                         |
| 3 czerwca 1920 | San Lorenzo de Almagro – Gimnasia y Esgrima La Plata 0:0                          |
| 3 czerwca 1920 | CA Tigre – Independiente 4:2                                                      |
| 3 czerwca 1920 | CA Vélez Sarsfield – Sportivo Buenos Aires 1:0                                    |

### Kolejka 12
| Data         | Mecz                                                               |
| ------------ | ------------------------------------------------------------------ |
| 30 maja 1920 | Barracas Central Buenos Aires – Racing Club de Avellaneda 0:1 Sala |
| 30 maja 1920 | Defensores de Belgrano Buenos Aires – Independiente 1:1            |
| 30 maja 1920 | Estudiantil Porteño Buenos Aires – CA Vélez Sarsfield 1:0          |
| 30 maja 1920 | CA Platense – San Isidro Buenos Aires 2:3                          |
| 30 maja 1920 | River Plate – CA Estudiantes 2:0 Chavín, Giúdice k                 |
| 30 maja 1920 | San Lorenzo de Almagro – Quilmes Athletic Buenos Aires 1:0         |
| 30 maja 1920 | Sportivo Buenos Aires – Gimnasia y Esgrima La Plata 3:1            |
| 30 maja 1920 | CA Tigre – Ferro Carril Oeste 1:3                                  |

### Kolejka 13
| Data           | Mecz                                                                        |
| -------------- | --------------------------------------------------------------------------- |
| 6 czerwca 1920 | Atlanta Buenos Aires – Racing Club de Avellaneda 0:1 Barreto k              |
| 6 czerwca 1920 | CA Estudiantes – Estudiantil Porteño Buenos Aires 0:1                       |
| 6 czerwca 1920 | Ferro Carril Oeste – CA Vélez Sarsfield 0:5                                 |
| 6 czerwca 1920 | Gimnasia y Esgrima La Plata – CA Tigre 1:2                                  |
| 6 czerwca 1920 | Independiente – Sportivo Buenos Aires 1:1                                   |
| 6 czerwca 1920 | CA Platense – Barracas Central Buenos Aires 2:0                             |
| 6 czerwca 1920 | River Plate – Quilmes Athletic Buenos Aires 4:0 Rofrano (2), Laiolo, Chavín |
| 6 czerwca 1920 | San Lorenzo de Almagro – Defensores de Belgrano Buenos Aires 3:1            |

### Kolejka 14
| Data            | Mecz |
| --------------- | --- |
| 13 czerwca 1920 | Barracas Central Buenos Aires – Atlanta Buenos Aires 0:1 |
| 13 czerwca 1920 | Defensores de Belgrano Buenos Aires – River Plate 0:1 Arroyuelo |
| 13 czerwca 1920 | Ferro Carril Oeste – San Lorenzo de Almagro 1:0 |
| 13 czerwca 1920 | Independiente – Gimnasia y Esgrima La Plata 2:0 |
| 13 czerwca 1920 | CA Platense – Estudiantil Porteño Buenos Aires 2:2 |
| 13 czerwca 1920 | Quilmes Athletic Buenos Aires – CA Estudiantes 1:1 |
| 13 czerwca 1920 | San Isidro Buenos Aires – Racing Club de Avellaneda 1:3 Capalbo – Ochoa (2), Marcovecchio                                                                                      |
| 11 lipca 1920   | CA Tigre – CA Vélez Sarsfield 0:6 mecz zaplanowano na 13 czerwca 1920 roku, ale z powodu braku sędziego odbyło się wtedy jedynie spotkanie towarzyskie zakończone wynikiem 3:4 |

### Kolejka 15
| Data            | Mecz                                                            |
| --------------- | --------------------------------------------------------------- |
| 20 czerwca 1920 | CA Estudiantes – Ferro Carril Oeste 2:3                         |
| 20 czerwca 1920 | Estudiantil Porteño Buenos Aires – Atlanta Buenos Aires 2:0     |
| 20 czerwca 1920 | Quilmes Athletic Buenos Aires – CA Platense 1:0                 |
| 20 czerwca 1920 | Racing Club de Avellaneda – River Plate 0:0                     |
| 20 czerwca 1920 | San Isidro Buenos Aires – Barracas Central Buenos Aires 3:1     |
| 20 czerwca 1920 | San Lorenzo de Almagro – CA Tigre 3:0                           |
| 20 czerwca 1920 | Sportivo Buenos Aires – Defensores de Belgrano Buenos Aires 1:0 |
| 20 czerwca 1920 | CA Vélez Sarsfield – Independiente 0:0                          |

### Kolejka 16
| Data            | Mecz                                                                |
| --------------- | ------------------------------------------------------------------- |
| 27 czerwca 1920 | Barracas Central Buenos Aires – CA Estudiantes 1:0                  |
| 27 czerwca 1920 | Estudiantil Porteño Buenos Aires – River Plate 0:2 Rofrano, Bonadeo |
| 27 czerwca 1920 | Gimnasia y Esgrima La Plata – Ferro Carril Oeste 2:0                |
| 27 czerwca 1920 | Independiente – Atlanta Buenos Aires 2:0 Bustince (2)               |
| 27 czerwca 1920 | Quilmes Athletic Buenos Aires – San Isidro Buenos Aires 1:0         |
| 27 czerwca 1920 | Racing Club de Avellaneda – CA Platense 1:0 Ochoa                   |
| 27 czerwca 1920 | Sportivo Buenos Aires – CA Tigre 5:0                                |
| 27 czerwca 1920 | CA Vélez Sarsfield – Defensores de Belgrano Buenos Aires 0:1        |

### Kolejka 17
| Data         | Mecz                                                                                |
| ------------ | ----------------------------------------------------------------------------------- |
| 4 lipca 1920 | Atlanta Buenos Aires – San Isidro Buenos Aires 1:0                                  |
| 4 lipca 1920 | Barracas Central Buenos Aires – Gimnasia y Esgrima La Plata 0:1                     |
| 4 lipca 1920 | Estudiantil Porteño Buenos Aires – Quilmes Athletic Buenos Aires 1:1                |
| 4 lipca 1920 | CA Platense – CA Estudiantes 3:0                                                    |
| 4 lipca 1920 | Racing Club de Avellaneda – Sportivo Buenos Aires 4:0 Zabaleta (2), Gaete s, Olazar |
| 4 lipca 1920 | CA Vélez Sarsfield – San Lorenzo de Almagro 2:3                                     |

### Kolejka 18
| Data          | Mecz                                                  |
| ------------- | ----------------------------------------------------- |
| 11 lipca 1920 | River Plate – Atlanta Buenos Aires 1:0 Cándido García |
| 11 lipca 1920 | San Isidro Buenos Aires – CA Estudiantes 1:0          |

### Kolejka 19
| Data                 | Mecz |
| -------------------- | --- |
| 18 lipca 1920        | Defensores de Belgrano Buenos Aires – Quilmes Athletic Buenos Aires 1:1                                                                        |
| 18 lipca 1920        | Ferro Carril Oeste – Estudiantil Porteño Buenos Aires 1:3                                                                                      |
| 18 lipca 1920        | Gimnasia y Esgrima La Plata – River Plate 1:0                                                                                                  |
| 18 lipca 1920        | San Lorenzo de Almagro – Atlanta Buenos Aires 1:1                                                                                              |
| 18 lipca 1920        | CA Tigre – Barracas Central Buenos Aires 2:0 mecz przerwany w 60 minucie z powodu gróźb jednego z graczy klubu Barracas Central wobec sędziego |
| 18 lipca 1920        | CA Vélez Sarsfield – San Isidro Buenos Aires 3:2                                                                                               |
| 17 października 1920 | Independiente – Racing Club de Avellaneda 2:1 Ragoni (2) – J. N. Perinetti                                                                     |

### Kolejka 20
| Data          | Mecz                                                                                 |
| ------------- | ------------------------------------------------------------------------------------ |
| 25 lipca 1920 | Atlanta Buenos Aires – Sportivo Buenos Aires 3:0                                     |
| 25 lipca 1920 | Barracas Central Buenos Aires – Defensores de Belgrano Buenos Aires 2:1              |
| 25 lipca 1920 | CA Estudiantes – CA Vélez Sarsfield 1:6                                              |
| 25 lipca 1920 | CA Platense – Gimnasia y Esgrima La Plata 5:0                                        |
| 25 lipca 1920 | Quilmes Athletic Buenos Aires – Estudiantil Porteño Buenos Aires 1:1                 |
| 25 lipca 1920 | Racing Club de Avellaneda – Ferro Carril Oeste 5:0 Hospital (2), Zabaleta (2), Ochoa |
| 25 lipca 1920 | River Plate – San Lorenzo de Almagro 0:0                                             |
| 25 lipca 1920 | San Isidro Buenos Aires – CA Tigre 1:2                                               |
| 25 lipca 1920 | Sportivo Almagro Buenos Aires – Independiente 1:1                                    |

### Kolejka 21
| Data            | Mecz                                                                            |
| --------------- | ------------------------------------------------------------------------------- |
| 1 sierpnia 1920 | Barracas Central Buenos Aires – San Lorenzo de Almagro 0:0                      |
| 1 sierpnia 1920 | Defensores de Belgrano Buenos Aires – CA Estudiantes 3:0                        |
| 1 sierpnia 1920 | Estudiantil Porteño Buenos Aires – Sportivo Almagro Buenos Aires 5:1            |
| 1 sierpnia 1920 | Gimnasia y Esgrima La Plata – Atlanta Buenos Aires 0:2                          |
| 1 sierpnia 1920 | San Isidro Buenos Aires – CA Platense 3:3                                       |
| 1 sierpnia 1920 | Sportivo Buenos Aires – River Plate 1:4 ? – Ventura (2), Roldán, Cándido García |
| 1 sierpnia 1920 | CA Tigre – Quilmes Athletic Buenos Aires 2:1                                    |
| 1 sierpnia 1920 | CA Vélez Sarsfield – Ferro Carril Oeste 5:0                                     |

### Kolejka 22
| Data              | Mecz                                                              |
| ----------------- | ----------------------------------------------------------------- |
| 8 sierpnia 1920   | Defensores de Belgrano Buenos Aires – Atlanta Buenos Aires 1:2    |
| 8 sierpnia 1920   | Quilmes Athletic Buenos Aires – Independiente 1:0                 |
| 8 sierpnia 1920   | Racing Club de Avellaneda – Club Atlético Lanús 1:0 Zabaleta      |
| 8 sierpnia 1920   | San Lorenzo de Almagro – CA Estudiantes 3:0                       |
| 8 sierpnia 1920   | Sportivo Almagro Buenos Aires – Barracas Central Buenos Aires 2:0 |
| 8 sierpnia 1920   | Sportivo Buenos Aires – Ferro Carril Oeste 0:1                    |
| 8 sierpnia 1920   | CA Vélez Sarsfield – Estudiantil Porteño Buenos Aires 1:1         |
| 11 listopada 1920 | San Isidro Buenos Aires – Gimnasia y Esgrima La Plata 1:0         |
| 5 grudnia 1920    | River Plate – CA Platense 2:0 Arroyuelo, Chavín                   |

### Kolejka 23
| Data                 | Mecz                                                                           |
| -------------------- | ------------------------------------------------------------------------------ |
| 15 sierpnia 1920     | CA Estudiantes – Sportivo Almagro Buenos Aires 3:5                             |
| 15 sierpnia 1920     | Ferro Carril Oeste – Barracas Central Buenos Aires 1:1                         |
| 15 sierpnia 1920     | Gimnasia y Esgrima La Plata – Quilmes Athletic Buenos Aires 0:1                |
| 15 sierpnia 1920     | Independiente – Estudiantil Porteño Buenos Aires 2:3                           |
| 15 sierpnia 1920     | Club Atlético Lanús – San Isidro Buenos Aires 0:2                              |
| 15 sierpnia 1920     | CA Platense – Atlanta Buenos Aires 1:2                                         |
| 15 sierpnia 1920     | San Lorenzo de Almagro – Racing Club de Avellaneda 2:1 Gianella (2) – Zabaleta |
| 31 października 1920 | CA Tigre – River Plate 0:1 Arroyuelo                                           |

### Mecze kolejek od 24 do 34 chronologicznie
| Data                 | Mecz |
| -------------------- | --- |
| 5 września 1920      | Barracas Central Buenos Aires – Quilmes Athletic Buenos Aires 1:0 |
| 5 września 1920      | Estudiantil Porteño Buenos Aires – San Isidro Buenos Aires 0:0 |
| 5 września 1920      | Ferro Carril Oeste – Defensores de Belgrano Buenos Aires 0:0 |
| 5 września 1920      | Gimnasia y Esgrima La Plata – San Lorenzo de Almagro 0:0 |
| 5 września 1920      | Club Atlético Lanús – Atlanta Buenos Aires 0:0 |
| 5 września 1920      | CA Platense – CA Tigre 3:2 |
| 5 września 1920      | Racing Club de Avellaneda – CA Vélez Sarsfield 3:2 Olazar, Zabaleta, Marcovecchio – Miranda, Facorro |
| 5 września 1920      | River Plate – Independiente 3:1 Cándido García, Laiolo, Chavín – Ragoni |
| 5 września 1920      | Sportivo Buenos Aires – CA Estudiantes 0:1 |
| 12 września 1920     | CA Estudiantes – CA Tigre 1:2 |
| 12 września 1920     | Gimnasia y Esgrima La Plata – Racing Club de Avellaneda 1:1 L. Zoroza – A. Zabaleta |
| 12 września 1920     | Independiente – Ferro Carril Oeste 5:0 Ragoni (3), Ronzoni, Húcar |
| 12 września 1920     | CA Platense – Defensores de Belgrano Buenos Aires 0:0 |
| 12 września 1920     | Quilmes Athletic Buenos Aires – Atlanta Buenos Aires 0:1 |
| 12 września 1920     | River Plate – Sportivo Almagro Buenos Aires 2:0 Ventura, Chavín |
| 12 września 1920     | San Lorenzo de Almagro – Estudiantil Porteño Buenos Aires 2:1 |
| 12 września 1920     | Sportivo Buenos Aires – Club Atlético Lanús 2:3 Medina, Calvo – Ducasse (3) |
| 19 września 1920     | Defensores de Belgrano Buenos Aires – Gimnasia y Esgrima La Plata 1:2 |
| 19 września 1920     | CA Estudiantes – Quilmes Athletic Buenos Aires 1:2 |
| 19 września 1920     | Estudiantil Porteño Buenos Aires – Barracas Central Buenos Aires 0:0 |
| 19 września 1920     | Ferro Carril Oeste – San Isidro Buenos Aires 0:0 |
| 19 września 1920     | Independiente – Club Atlético Lanús 2:2 Rossi, Ragoni – Bianatti (2) |
| 19 września 1920     | River Plate – Racing Club de Avellaneda 0:2 Marcovecchio (2) |
| 19 września 1920     | Sportivo Almagro Buenos Aires – San Lorenzo de Almagro 1:1 |
| 19 września 1920     | CA Tigre – Sportivo Buenos Aires 6:2 |
| 19 września 1920     | CA Vélez Sarsfield – CA Platense 0:1 |
| 26 września 1920     | CA Estudiantes – Barracas Central Buenos Aires 4:1 |
| 26 września 1920     | Gimnasia y Esgrima La Plata – Sportivo Almagro Buenos Aires 0:0 |
| 26 września 1920     | Club Atlético Lanús – Estudiantil Porteño Buenos Aires 2:0 J. Ducasse, M. Cazaubón |
| 26 września 1920     | CA Platense – Independiente 0:2 P. Comaschi, R. Ragoni |
| 26 września 1920     | Quilmes Athletic Buenos Aires – Ferro Carril Oeste 1:3 |
| 26 września 1920     | San Isidro Buenos Aires – Atlanta Buenos Aires 3:1 |
| 26 września 1920     | CA Tigre – San Lorenzo de Almagro 1:1 |
| 3 października 1920  | Independiente – CA Tigre 4:1 Orsi, Castagnola (2), Ronzoni – Dattas |
| 3 października 1920  | Quilmes Athletic Buenos Aires – Club Atlético Lanús 2:1 Magrini, Brown – R. Fernández |
| 17 października 1920 | Atlanta Buenos Aires – CA Vélez Sarsfield 0:1 |
| 17 października 1920 | Barracas Central Buenos Aires – River Plate 2:2 ?, ? – Rofrano (2) |
| 17 października 1920 | CA Estudiantes – Gimnasia y Esgrima La Plata 1:3 |
| 17 października 1920 | CA Platense – San Lorenzo de Almagro 3:0 |
| 17 października 1920 | Sportivo Buenos Aires – Estudiantil Porteño Buenos Aires 1:1 A. Sparnocchia – C. Mujica |
| 17 października 1920 | CA Tigre – Defensores de Belgrano Buenos Aires 1:1 |
| 24 października 1920 | Atlanta Buenos Aires – Ferro Carril Oeste 0:0 |
| 24 października 1920 | Barracas Central Buenos Aires – CA Platense 1:1 |
| 24 października 1920 | Defensores de Belgrano Buenos Aires – CA Vélez Sarsfield 1:3 |
| 24 października 1920 | CA Estudiantes – River Plate 0:3 Arroyuelo (2), Cándido García |
| 24 października 1920 | Estudiantil Porteño Buenos Aires – Racing Club de Avellaneda 2:2 ?, ? – Barreto, Castagnola |
| 24 października 1920 | Gimnasia y Esgrima La Plata – Independiente 2:0 |
| 24 października 1920 | San Lorenzo de Almagro – Club Atlético Lanús 5:1 |
| 24 października 1920 | Sportivo Almagro Buenos Aires – CA Tigre 6:1 |
| 24 października 1920 | Sportivo Buenos Aires – San Isidro Buenos Aires 1:4 |
| 31 października 1920 | Atlanta Buenos Aires – Independiente 1:2 M. Césari – R. Orsi (2) |
| 31 października 1920 | Estudiantil Porteño Buenos Aires – CA Platense 0:1 |
| 31 października 1920 | Ferro Carril Oeste – Gimnasia y Esgrima La Plata 0:3 |
| 31 października 1920 | Club Atlético Lanús – Defensores de Belgrano Buenos Aires 2:1 P. Raggi, F. Bienatti – P. Giulidoni |
| 31 października 1920 | Racing Club de Avellaneda – CA Estudiantes 4:0 Brisotti (2), J. N. Perinetti, N. Perinetti |
| 31 października 1920 | CA Vélez Sarsfield – Barracas Central Buenos Aires 1:3 |
| 11 listopada 1920    | Atlanta Buenos Aires – CA Estudiantes 1:1 |
| 11 listopada 1920    | Barracas Central Buenos Aires – Sportivo Buenos Aires 1:0 J. Fortunato |
| 11 listopada 1920    | Independiente – Defensores de Belgrano Buenos Aires 1:1 C. Comaschi – G. Caldas |
| 11 listopada 1920    | CA Platense – Racing Club de Avellaneda 1:0 J. Lolatto |
| 11 listopada 1920    | San Lorenzo de Almagro – Ferro Carril Oeste 4:0 |
| 11 listopada 1920    | Sportivo Almagro Buenos Aires – Quilmes Athletic Buenos Aires 0:0 |
| 11 listopada 1920    | CA Tigre – Club Atlético Lanús walkower dla Lanús |
| 11 listopada 1920    | CA Vélez Sarsfield – River Plate 2:3 ?, ? – Cándido García, Laiolo, Chavín |
| 21 listopada 1920    | Independiente – CA Estudiantes 3:3 G. Ronzoni (2), A. Ferro – ?, ? |
| 21 listopada 1920    | Club Atlético Lanús – River Plate 0:2 Cándido García, Laiolo |
| 21 listopada 1920    | Quilmes Athletic Buenos Aires – CA Vélez Sarsfield 1:0 |
| 21 listopada 1920    | Racing Club de Avellaneda – Atlanta Buenos Aires 2:2 A. Zabaleta, N. Perinetti – ?, ? |
| 21 listopada 1920    | San Isidro Buenos Aires – San Lorenzo de Almagro 3:3 |
| 21 listopada 1920    | Sportivo Almagro Buenos Aires – Ferro Carril Oeste 2:0 |
| 21 listopada 1920    | Sportivo Buenos Aires – CA Platense 2:5 |
| 21 listopada 1920    | CA Tigre – Gimnasia y Esgrima La Plata 0:2 |
| 28 listopada 1920    | Defensores de Belgrano Buenos Aires – Sportivo Buenos Aires 3:0 |
| 28 listopada 1920    | Estudiantil Porteño Buenos Aires – CA Tigre 2:1 |
| 28 listopada 1920    | Ferro Carril Oeste – Club Atlético Lanús 2:1 |
| 28 listopada 1920    | CA Platense – Quilmes Athletic Buenos Aires 3:2 |
| 28 listopada 1920    | San Isidro Buenos Aires – River Plate 0:4 Laiolo (2), Chavín, Rofrano |
| 28 listopada 1920    | San Lorenzo de Almagro – Independiente 3:0 |
| 28 listopada 1920    | CA Vélez Sarsfield – Gimnasia y Esgrima La Plata 2:0 |
| 5 grudnia 1920       | Barracas Central Buenos Aires – Independiente 1:1 J. Fortunato – G. Ronzoni |
| 5 grudnia 1920       | Defensores de Belgrano Buenos Aires – San Lorenzo de Almagro 1:3 |
| 5 grudnia 1920       | Estudiantil Porteño Buenos Aires – CA Estudiantes 4:0 |
| 5 grudnia 1920       | Club Atlético Lanús – Gimnasia y Esgrima La Plata 0:0 |
| 5 grudnia 1920       | Racing Club de Avellaneda – Quilmes Athletic Buenos Aires 3:1 A. Marcovecchio (3) – P. Lucco |
| 5 grudnia 1920       | San Isidro Buenos Aires – Sportivo Almagro Buenos Aires 2:1 |
| 5 grudnia 1920       | Sportivo Buenos Aires – CA Vélez Sarsfield 1:2 S. Medina – F. Carreras k, F. Cortés |
| 5 grudnia 1920       | CA Tigre – Atlanta Buenos Aires 0:2 |
| 8 grudnia 1920       | Atlanta Buenos Aires – Sportivo Almagro Buenos Aires walkower dla Atlanta klub Sportivo Almagro nie zdołał zebrać kompletnego składu |
| 8 grudnia 1920       | Defensores de Belgrano Buenos Aires – Racing Club de Avellaneda 0:3 Marcovecchio, N. Perinetti, Zabaleta |
| 8 grudnia 1920       | CA Estudiantes – CA Platense 2:1 |
| 8 grudnia 1920       | Ferro Carril Oeste – CA Tigre 4:1 |
| 8 grudnia 1920       | Gimnasia y Esgrima La Plata – Barracas Central Buenos Aires 4:0 |
| 8 grudnia 1920       | Independiente – San Isidro Buenos Aires 2:3 Ventureira, Orsi – Igarzábal, Capalvo, Alzúa |
| 8 grudnia 1920       | Club Atlético Lanús – CA Vélez Sarsfield 1:0 |
| 8 grudnia 1920       | River Plate – Estudiantil Porteño Buenos Aires 3:1 Galanzino (2), Chavín – ? |
| 8 grudnia 1920       | San Lorenzo de Almagro – Sportivo Buenos Aires 1:1 |
| 12 grudnia 1920      | Atlanta Buenos Aires – Estudiantil Porteño Buenos Aires 2:0 |
| 12 grudnia 1920      | Barracas Central Buenos Aires – San Isidro Buenos Aires 1:0 |
| 12 grudnia 1920      | Independiente – CA Vélez Sarsfield 0:2 A. Facorro (2) |
| 12 grudnia 1920      | CA Platense – Club Atlético Lanús 2:0 |
| 12 grudnia 1920      | Quilmes Athletic Buenos Aires – San Lorenzo de Almagro 1:0 |
| 12 grudnia 1920      | Sportivo Buenos Aires – Racing Club de Avellaneda 1:2 J. Calvo – A. Marcovecchio, J. Comaschi |
| 12 grudnia 1920      | Ferro Carril Oeste – CA Estudiantes 2:1 |
| 19 grudnia 1920      | Atlanta Buenos Aires – River Plate 0:1 Chavín |
| 19 grudnia 1920      | Barracas Central Buenos Aires – Club Atlético Lanús 2:1 D. Odino (2) – R. A. Saracco |
| 19 grudnia 1920      | Defensores de Belgrano Buenos Aires – Sportivo Almagro Buenos Aires 2:2 |
| 19 grudnia 1920      | CA Estudiantes – San Isidro Buenos Aires 2:2 |
| 19 grudnia 1920      | Gimnasia y Esgrima La Plata – Sportivo Buenos Aires walkower dla Gimnasia y Esgrima |
| 19 grudnia 1920      | Racing Club de Avellaneda – CA Tigre 7:0 J. Barreto, J. Hospital, N. Perinetti, A. Zabaleta (2), P. Ochoa, A. Marcovecchio |
| 19 grudnia 1920      | San Lorenzo de Almagro – CA Vélez Sarsfield 1:1 |
| 19 grudnia 1920      | Ferro Carril Oeste – CA Platense walkower dla Ferro Carril Oeste |
| 26 grudnia 1920      | Atlanta Buenos Aires – Barracas Central Buenos Aires 0:1 L. García |
| 26 grudnia 1920      | Estudiantil Porteño Buenos Aires – Gimnasia y Esgrima La Plata 0:2 |
| 26 grudnia 1920      | Racing Club de Avellaneda – San Isidro Buenos Aires 6:0 A. Zabaleta (2), P. Ochoa (3), J. Barreto k |
| 26 grudnia 1920      | River Plate – Defensores de Belgrano Buenos Aires 2:0 Galanzino, Celedón s |
| 26 grudnia 1920      | CA Vélez Sarsfield – CA Tigre walkower dla Vélez Sarsfield |
| 2 stycznia 1921      | Racing Club de Avellaneda – Barracas Central Buenos Aires 2:0 P. Ochoa, A. Zabaleta |
| 2 stycznia 1921      | River Plate – Ferro Carril Oeste 3:0 Arroyuelo (2), Laiolo |
| 2 stycznia 1921      | San Isidro Buenos Aires – Defensores de Belgrano Buenos Aires walkower dla Defensores de Belgrano |
| 2 stycznia 1921      | Sportivo Buenos Aires – Independiente walkower dla Independiente |
| 2 stycznia 1921      | CA Vélez Sarsfield – Sportivo Almagro Buenos Aires 3:1 |
| 9 stycznia 1921      | Quilmes Athletic Buenos Aires – River Plate 0:2 (0:1) mecz rozegrany został na stadionie klubu Independiente Sędzia: G. Guassone Bramki: 0:1 Cándido García 35, 0:2 Galanzino (tuż po przerwie) Quilmes Athletic Club: A. Guffanti – A. Lanata, J. Guffanti, R. Cairo, R. Di Lorenzo, J. Magrini, A. Salvetti, P. Larco, R. Brown, J. Olivari, E. Vivaldi. Club Atlético River Plate: J. Crotti – P. Choperena, J. Giudice, H. Simmons, Cándido García, P. Echenique, A. Arroyuelo, T. Galanzino, J. Laiolo, N. Rofrano, J. Chavin. |
| 9 stycznia 1921      | Sportivo Almagro Buenos Aires – Racing Club de Avellaneda 0:1 P. Ochoa |
| ??                   | San Isidro Buenos Aires – Quilmes Athletic Buenos Aires 2:2 |
| ??                   | Estudiantil Porteño Buenos Aires – Defensores de Belgrano Buenos Aires walkower dla Defensores de Belgrano Buenos Aires |
| ??                   | Club Atlético Lanús – CA Estudiantes walkower dla Lanús |
| ??                   | Quilmes Athletic Buenos Aires – Sportivo Buenos Aires walkower dla Quilmes |
| ??                   | Sportivo Almagro Buenos Aires – CA Platense walkower dla Sportivo Almagro |
| ??                   | Sportivo Almagro Buenos Aires – Sportivo Buenos Aires walkower dla Sportivo Almagro |

### Końcowa tabela sezonu 1920 ligi Asociación Amateurs de Football
| Poz | Klub                                | Mecze | Zw | Rem | Por | Pkt | BrZd | BrStr |
| --- | ----------------------------------- | ----- | -- | --- | --- | --- | ---- | ----- |
| 1   | River Plate                         | 34    | 25 | 6   | 3   | 56  | 70   | 22    |
| 2   | Racing Club de Avellaneda           | 34    | 25 | 4   | 5   | 54  | 77   | 23    |
| 3   | San Lorenzo de Almagro              | 34    | 17 | 12  | 5   | 46  | 58   | 30    |
| 4   | Atlanta Buenos Aires                | 34    | 17 | 7   | 10  | 41  | 49   | 29    |
| 4   | Gimnasia y Esgrima La Plata         | 34    | 17 | 7   | 10  | 41  | 46   | 32    |
| 6   | CA Vélez Sarsfield                  | 34    | 17 | 5   | 12  | 39  | 60   | 32    |
| 7   | CA Platense                         | 34    | 16 | 5   | 13  | 37  | 51   | 39    |
| 8   | Independiente                       | 34    | 12 | 11  | 11  | 35  | 58   | 47    |
| 9   | San Isidro Buenos Aires             | 34    | 12 | 9   | 13  | 33  | 52   | 53    |
| 10  | Quilmes Athletic Buenos Aires       | 34    | 13 | 6   | 15  | 32  | 35   | 48    |
| 11  | Estudiantil Porteño Buenos Aires    | 34    | 9  | 12  | 13  | 30  | 38   | 42    |
| 11  | Ferro Carril Oeste                  | 34    | 12 | 6   | 16  | 30  | 34   | 61    |
| 13  | Defensores de Belgrano Buenos Aires | 34    | 9  | 9   | 16  | 27  | 28   | 40    |
| 14  | Barracas Central Buenos Aires       | 34    | 9  | 8   | 17  | 26  | 28   | 49    |
| 15  | CA Tigre                            | 34    | 9  | 4   | 21  | 22  | 38   | 77    |
| 16  | Sportivo Buenos Aires               | 34    | 6  | 6   | 22  | 18  | 33   | 64    |
| 17  | Sportivo Almagro Buenos Aires       | 17    | 6  | 5   | 6   | 17  | 22   | 21    |
| 18  | Club Atlético Lanús                 | 17    | 6  | 3   | 8   | 15  | 14   | 23    |
| 19  | CA Estudiantes                      | 34    | 4  | 5   | 25  | 13  | 31   | 90    |